# Up from the Ground

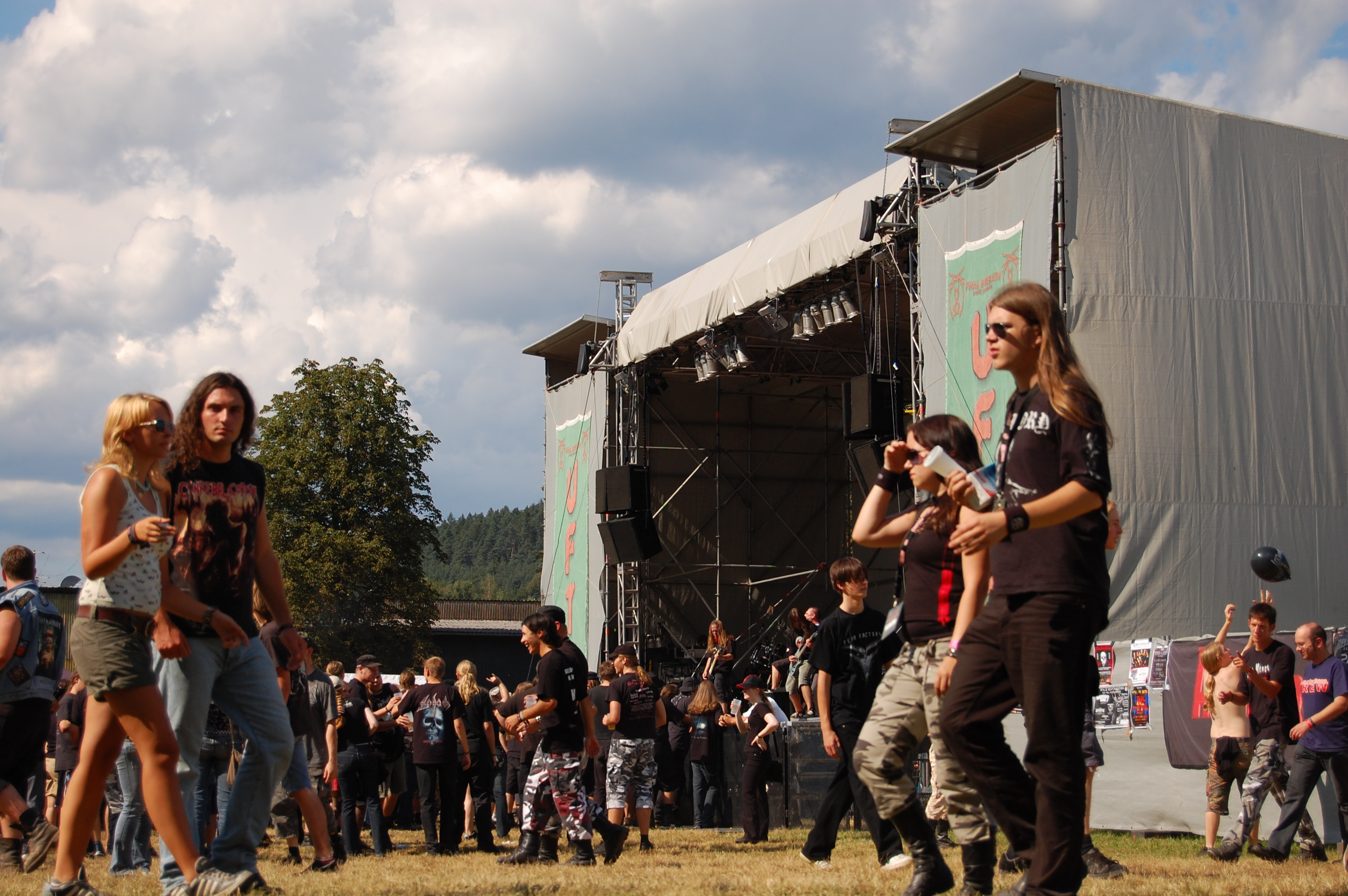
Die Bühne beim Up from the Ground 2007

Das Up from the Ground war ein von 2000 bis 2007 jährlich stattfindendes Metal-Freiluft-Festival in Gemünden am Main.
Zwar gab es schon mehrere Hallenveranstaltungen unter diesem Namen, doch offiziell beginnt die Zählung ab dem ersten Freiluftkonzert im Jahr 2000.
Die Besucherzahl betrug anfangs nur 250 Gäste, wobei sich aber das Interesse von Jahr zu Jahr steigert (zuletzt insgesamt 10.000 Besucher). Nicht wenig trugen bekannte Headliner wie Hypocrisy oder Napalm Death dazu bei.
Veranstalter war die Band Final Breath, die bereits selbst viermal aufgetreten ist.
Anfang des Jahres 2008 gaben die Konzertveranstalter bekannt, dass 2008 kein Festival stattfinden werde und die Zukunft des Festivals allgemein unsicher ist. Als Gründe wurden die schlechte Lage des Veranstaltungsgeländes, die eine Expansion unmöglich macht, und das finanzielle Risiko für den Veranstalter genannt.

## Line-ups
- 14. August 2000: Eviscarator, Euthanasie, Final Breath, Manos, The Crestfallen, The Krauts, Violation
- 17. August 2002: Abyzz, Capa-City, Cerberus, Dew-Scented, Ektomorf, Final Breath, Majesty, To the Seven, Verdict
- 15.–16. August 2003: Abrogation, Carnage INC., Daemonolatria, Depresion, Die Apokalyptischen Reiter, End of Green, Final Breath, Hatred, Hellmasters, Illdisposed, Night in Gales, Pronther, Psychotron, Pungent Stench, Sadistic Blood Massacre, Satanic Slaughter, Shadows of Iga (Reunion), Soul Demise, Sumpfbold, The Daredevils, To the Seven, Tyrax
- 27.–28. August 2004: Agathodaimon, Blo.Torch, Burden of Grief, Cryptic Wintermoon, Davidian, Death Reality, Desaster, Dew-Scented, Disbelief, Final Breath, Gorilla Monsoon, Graveworm, Guerilla, Hobbs’ Angel of Death, Illdisposed, Kataklysm, Lunatic Dictator, Malevolent Creation, Naglfar (Band), Runamok, Schistosoma, Suidakra, The Crestfallen, Undertow, Vendetta
- 26.–27. August 2005: Antichrist, Belphegor, Dark Age, Dark Fortress, Delirium Tremens, Disinfect, Ektomorf, End of Green, Ensiferum, Fearer, Fleshcrawl, Fragmentory (R.O.T.S.), Hatesphere, Heaven Shall Burn, Hypocrisy, Misery Index, Mnemic, My Darkest Hate, Napalm Death, Path of Golconda, Primordial, Rotting Christ, Selaiah, The Duskfall, Unleashed
- 25.–26. August 2006: Criminal, Demolition, Dismember, Dryrot, Endstille, God Dethroned, Gorefest, Harmony Dies, Hearse, Hidden in the Fog, Jack Slater, Japanische Kampfhörspiele, Koldbrann, Korpiklaani, Legion of the Damned, Morbid Angel, Obituary, Obscura, One Man Army and the Undead Quartet, Requiem, Silent Overdrive, Sinister, Suffocation, Tourettes Syndrome, Verdict, Wintersun
- 24.–25. August 2007: Equilibrium, Testament, Suidakra, Fleshless, Benediction, Justice, Kromlek, Ear-Shot, Arch Enemy, Sonic Syndicate, Apophis, Onslaught, Sadist, Illdisposed, Grind Inc., Graveworm, Scar Symmetry, Evocation, Disaster KFW, Entombed, Enthroned, Demonical, Krisiun, Scarecrow, Sabbat, Vomitory